# Herlecollege
Het Herlecollege is een scholengemeenschap voor vmbo gevestigd in Heerlen. De school werd genoemd naar de plaats van vestiging (Heerlen) en kreeg zijn naam na een fusie van diverse scholen in 1994. De school werd in augustus 2012 onderdeel van het Beroepscollege, en kreeg haar bijnaam Beroepscollege Herle.

## Geschiedenis
In het begin van de twintigste eeuw was er in Heerlen behoefte aan schoolonderwijs. In opdracht van de gemeente Heerlen werden er plannen gemaakt om een stuk wei vlak bij het tegenwoordige Citaverde College (toentertijd AOC-Limburg), te vervangen door een school voor voortgezet onderwijs. In 1955 werd de onderbouw van het huidige Herlecollege gebouwd. In 1994 en 1995 was er behoefte aan uitbreiding van het Herlecollege, hierbij werd een groter gebouw gebouwd naast de onderbouw. In dit gebouw werd o.a een restaurant, horecaruimtes, autoruimtes, bouwruimtes voor sectorleerlingen gebouwd.

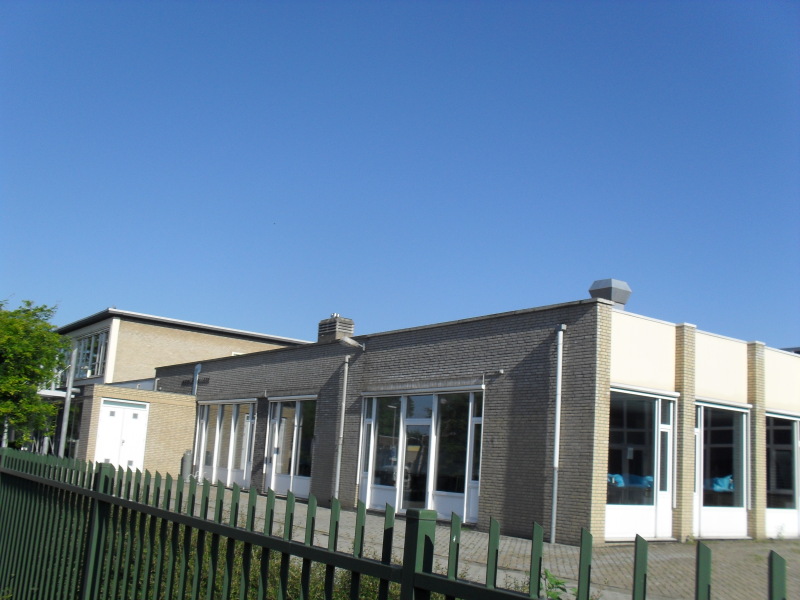
Bovenbouw Herlecollege

Derde en vierdejaars konden dus doorstromen naar het nieuwe gebouw en de opleiding volgde die zij hadden gekozen. In 2004 vond er een nieuwe verbouwing plaats; een fitnessruimte en loopbrug werden gebouwd om de hele school te verbinden.

## Onderbouw
Anno 2022 zaten er op het Herlecollege 514 leerlingen, waarvan 216 in de onderbouw. De onderbouw bestaat uit twee type klassen, het vmbo en lwoo.

## Projecten
Sinds begin 2012 neemt Herlecollege Techniek afdeling deel aan het project "Zon op scholen".